# 부치 캐시디

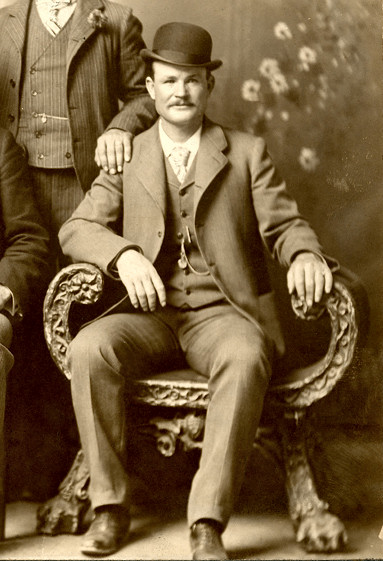
1900년 경 모습

부치 캐시디(Butch Cassidy)로 더 잘 알려진 로버트 르로이 파커(Robert LeRoy Parker, 1866년 4월 13일 – 1908년 11월 7일)는 미국의 기차강도 및 은행강도이자 서부 시대의 "와일드 번치(Wild Bunch)"로 알려진 무법 범죄 집단의 리더였다.
파커는 19세기 말과 20세기 초에 10년 이상 범죄 활동에 가담했지만, 법 집행 기관, 특히 핑커톤 탐정 기관의 추적 압력으로 인해 그는 미국을 떠나야 했다. 그는 "선댄스 키드"(Sundance Kid)로 알려진 공범 해리 롱가보(Harry Longabaugh)와 롱가보의 여자 친구 에타 플레이스(Etta Place)와 함께 달아났다. 세 사람은 먼저 아르헨티나를 여행한 다음 볼리비아로 여행했는데, 그곳에서 파커와 롱가보는 1908년 11월 볼리비아 군대와의 총격전에서 사망한 것으로 추정된다. 이들의 운명의 정확한 상황은 계속해서 논쟁의 여지가 있다.
파커의 삶과 죽음은 영화, 텔레비전, 문학을 통해 광범위하게 각색되었으며, 그는 현대에도 '와일드 웨스트' 신화의 가장 잘 알려진 아이콘 중 하나로 남아 있다.